# Cynopterus brachyotis
Il pipistrello dal muso corto minore (Cynopterus brachyotis  Müller, 1838) è un pipistrello appartenente alla famiglia degli Pteropodidi, diffuso nell'Ecozona orientale.

## Descrizione

### Dimensioni
Pipistrello di piccole dimensioni con la lunghezza della testa e del corpo tra 70 e 84 mm, la lunghezza dell'avambraccio tra 54 e 72 mm, la lunghezza della coda tra 9 e 12 mm, la lunghezza del piede tra 13 e 15 mm, la lunghezza delle orecchie tra 13 e 18 mm e un peso fino a 42 g.

### Aspetto
La pelliccia è corta. Il colore generale del corpo varia dal bruno-giallastro al marrone, la testa è più scura ed è presente un collare bruno-arancione nei maschi, più giallastro nelle femmine. Il muso è relativamente corto, largo, con le narici leggermente tubulari e divergenti e i margini interni delle labbra ricoperti di papille. Gli occhi sono grandi. Le orecchie sono grandi, ben separate tra loro, arrotondate, con un lobo alla base ben distinto e i bordi marcati di bianco. Le falangi e i metacarpi sono biancastri, in netto contrasto con le membrane alari marroni scure, le quali sono attaccate posteriormente alla base del primo dito del piede. La coda è corta, mentre l'uropatagio è ridotto ad una sottile membrana lungo la parte interna degli arti inferiori. Il calcar è corto.

## Biologia

### Comportamento
Si rifugia singolarmente od in piccoli gruppi tra le fronde delle palme, negli edifici e nelle zone di penombra delle grotte. I maschi più anziani vivono solitariamente. È in grado di arrotolare le grandi foglie delle piante per creare dei ripari.

### Alimentazione
Si nutre principalmente di frutti, ma è stato osservato cibarsi anche di polline e nettare. La sua dieta include frutti del mango, Melastoma malabathricum, specie native di Ficus e di Musa, Guava, Piper aduncum, Chrysophyllum cainito, varie specie di Palaquium, Pouteria sapota e fiori del Durian, noci di cocco, e Sonneratia.

### Riproduzione
Danno alla luce un piccolo alla volta due volte l'anno dopo una gestazione di 105-120 giorni. Vengono svezzati dopo 6-8 settimane. L'aspettativa di vita è di oltre 5 anni.

## Distribuzione e habitat
Questa specie è diffusa dall'India attraverso tutta l'Indocina, Sumatra, Giava e Borneo.
Vive in diversi tipi di Habitat, dai frutteti, giardini alle foreste secondarie fino a 1.500 metri di altitudine. Preferisce i piccoli isolotti lungo le coste.

## Tassonomia
Sono state riconosciute 8 sottospecie:
- C.b. brachyotis: India meridionale e orientale, Bangladesh orientale, Myanmar meridionale, Thailandia, Isole lungo le coste della Thailandia: Koh Chang, Koh Mehsi East, Koh Klum, Koh Kra; Laos, Cambogia, province cinesi dello Xizang sud-orientale, Yunnan meridionale, Guangdong meridionale; Penisola Malese, Isole lungo le coste della Penisola Malese: Pulau Tioman, Great Redang, Perhentian, Pulau Pisang, Pulau Senang, Langkawi, Sri Buat, Pulau Pangkor, Pulau Tinggi, Pulau Tulai; Singapore, Sumatra, Isole Riau, Isole Batu, Bangka, Biliton, Borneo, Isole lungo le coste del Borneo: Eraban, Maratua, Malawali, Balambangan, Moellangen, Banggi, Pulau Laut;
- C.b. altitudinis (Hill, 1961): Altopiani della Penisola Malese;
- C.b. brachysoma (Dobson, 1871): Isole Andamane;
- C.b. ceylonensis (Gray, 1870): Sri Lanka;
- C.b. concolor (Sody, 1940): Enggano;
- C.b. hoffeti (Bourret, 1944): Vietnam;
- C.b. insularum (K.Andersen, 1910): Kangean, Bawean, Mata Siri;
- C.b. javanicus (K.Andersen, 1910): Giava, Madura, Nusa Penida e Bali.

Recenti studi genetici hanno evidenziato la presenza di due o più specie criptiche, provvisoriamente rinominate specie della Sonda e specie della foresta.

## Conservazione
La IUCN Red List,considerato il vasto Areale, la popolazione numerosa e tollerante ai cambiamenti ambientali, classifica C.brachyotis come specie a rischio minimo (Least Concern)).